# Đường tỉnh 182
Đường tỉnh 182 hay tỉnh lộ 182, viết tắt ĐT182 hay TL182, là đường tỉnh ở huyện Yên Minh và Mèo Vạc, tỉnh Hà Giang, Việt Nam.
Đường tỉnh 182 bắt đầu từ thị trấn Yên Minh, nối vào Quốc lộ 4C.
Đường đi hướng đông nam, đến ngã ba Phố Chợ xã Mậu Duệ nối vào Đường tỉnh 176. 23°04′06″B 105°13′57″Đ / 23,068219°B 105,232364°Đ